# 約羅姆·布萊克
約羅姆·布萊克（英語：Jerome Blake，1995年8月18日—），加拿大田徑運動員，他代表加拿大隊參加了日本舉行的2020年夏季奧林匹克運動會，並且在男子4×100米接力比賽上獲得銀牌。